# 格瑞氏盲鰻
格瑞氏盲鰻，（學名：Myxine greggi）為盲鳗科盲鰻屬的其中一種，分布於東南太平洋加拉巴哥群島海域，為深海魚類，棲息深度688-815公尺，體延長呈圓柱狀，體後方側扁，眼退化為皮膚所覆蓋，無上下頜，身體深棕色，頭部白色，具六對鰓囊，鼻竇中背側表面有一個明顯的鼻竇乳頭，前鰓孔22-26、軀幹孔58-66，總黏液孔91–102個，體長可達51.5公分，棲息在泥底質海域，屬肉食性，沒有交配器官，性腺位於腹膜腔內，卵巢位於性腺的前部，睾丸位於性腺的後部，若性腺的顱部發育，則動物成為雌性；若性腺的尾部發生分化，則動物成為雄性，生活習性不明。